# Disconema suecicum
Disconema suecicum är en rundmaskart som beskrevs av Allgen 1935. Disconema suecicum ingår i släktet Disconema och familjen Linhomoeidae. Arten är reproducerande i Sverige. Inga underarter finns listade i Catalogue of Life.